# Miha Mazzini
Miha Mazzini [míha macíni], slovenski pisatelj, kolumnist, scenarist, režiser in računalnikar, * 3. junij 1961, Jesenice.

## Življenje in delo
Mazzini se je rodil 3. junija 1961 na Jesenicah. Je pisatelj, scenarist, režiser in publicist. Končal je podiplomski študij scenaristike na The University of Sheffield v Angliji in je redni član Evropske filmske akademije. Doktor znanosti, program Antropologija vsakdanjega življenja, Institutum Studiorum Humanitatis, Ljubljana.
Je režiser petih kratkih filmov, dokumentarnega filma in nagrajenega celovečernega filma Izbrisana. Leta 2001 je po njegovem scenariju Sašo Podgoršek režiral celovečerni film Sladke sanje, in kasneje je Mazzini na njegovi podlagi napisal roman Kralj ropotajočih duhov, leta 1992 pa Miran Zupanič celovečerni film Operacija Cartier, ki je dobil nagrado CIRCOM za najboljši evropski TV film leta 1992.
Med njegova prozna dela šteje več kot 30 objavljenih literarnih knjig, ki so prevedene v enajst jezikov. Izdal je tudi devet računalniških priročnikov, saj je zaposlen kot računalniški svetovalec na področju uporabniških vmesnikov za internetne in mobilne aplikacije.
Predaval je pisanje filmskih scenarijev – med drugim na scenaristični šoli Pokaži jezik (1999–2005), bil je tudi gostujoč predavatelj na zagrebški Akademiji Dramske Umjetnosti (2001), na scenaristični delavnici Palunko (2004–05) in Northwest Film Forum, Seattle, ZDA (2004).

## Priznanja

### Nagrade
- Slovenski roman leta za Drobtinice, 1986
- Zlata ptica za izjemne umetniške dosežke, 1988
- Nagrada CIRCOM za najboljši evropski TV film za Operacijo Cartier, 1992
- Nagrada za TV dramo Thomas na razpisu RTV Slovenija, 1994
- Nagrada za najboljši scenarij za kratki film Klic na razpisu RTV Slovenija, 2000
- Nagrada za najboljšega režiserja na Highgate Film Festivalu, London, za Svobodna si. Odloči se., 2001
- Nagrada Vesna za najboljši scenarij na Festivalu slovenskega filma Portorož za Sladke sanje, 2001
- Nagrada Vesna za najboljši film na Festivalu slovenskega filma Portorož za Sladke sanje, 2001
- Zlata palma za najboljši film na XXII Mostra de Valencia za Sladke sanje, 2001
- Kresnik za roman Otroštvo, 2016
- Najboljši scenarij za film Izbrisana, festival FEST, Srbija, 2019.
- Najboljši scenarij za film Izbrisana, festival Raindance, London, 2019.
- Najboljši esej na natečaju revije Sodobnost, 2020.

## Filmografija
- Operacija Cartier, TV film, scenarist
- Svobodna si. Odloči se, kratki film, scenarist in režiser
- Sladke sanje, celovečerni film, scenarist
- Sirota s čudežnim glasom, kratki film, scenarist in režiser
- Zelo preprosta zgodba, spletni filmski projekt, scenarist in režiser
- Božična večerja, TV film, scenarist, 2011
- Obisk, kratki film, scenarist in režiser, 2011
- YuMex (Jugoslovanska Mehika), TV dokumentarec, scenarist in režiser, 2015
- Izbrisana (film), celovečerni film, scenarist in režiser, 2019
- Stay Safe, kratki film, scenarist, režiser in producent, 2021

## Gledališke igre
- Za vse sem sama (komedija)
- Prst (drama)
- Let v Rim
- Varni
- Pot domov

## Radijske igre
- Tihi gost, drugo mesto na natečaju Radijskega odra, Trst, 2024 (prva nagrada ni bila podeljena)[2]. Premiera 3. julija 2025. [3]
- Pot domov (premiera 23. marca 2023 na Radio Slovenija, prvi spored)[4] je bila uvrščena v tekmovalni program 26. festivala Prix Marulić 2023[5] in nominirana za evropsko nagrado Prix Europa[6].
- Vlaki, Radio Slovenija, po zgodbi iz knjige Otroštvo [7]

## E-knjige
- Mama (kratka zgodba iz zbirke Trenutki spoznanja)
- Zelo preprosta zgodba (kratka zgodba iz zbirke Trenutki spoznanja)
- e-Drobtinice (celoten roman kot elektronska knjiga, tudi za Kindle) Arhivirano 2010-11-26 na Wayback Machine.
- Dostava na dom (knjiga esejev) Arhivirano 2010-05-14 na Wayback Machine.
- Zamzak & Noe (kratka zgodba) Arhivirano 2010-11-26 na Wayback Machine.
- Kdo je (bil?) največji slovenski pisatelj vseh časov? (predavanje) Arhivirano 2010-04-02 na Wayback Machine.
- James Augustine Aloysius Joyce ... (burka) Arhivirano 2009-11-28 na Wayback Machine.